# Enicospilus retsifoius
Enicospilus retsifoius là một loài tò vò trong họ Ichneumonidae.